# Működik a kémia
A Működik a kémia (eredeti cím: Better Living Through Chemistry) 2014-es amerikai dramedy David Posamentier és Geoff Moore rendezésében. A főszerepben Sam Rockwell, Olivia Wilde, Michelle Monaghan, Ben Schwartz, Ken Howard, Ray Liotta és Jane Fonda látható. A filmet 2014. március 14-én mutatták be a mozikban.

## Cselekmény
Doug Varney (Sam Rockwell) boldogtalan házasságban él Karával (Michelle Monaghan). Van egy fiuk, Ethan, aki furcsán viselkedik. Karát semmi más nem érdekli, csak az, hogy fitt maradjon és kerékpározzon; spinning órákat tart, és minden évben megnyeri a városi kerékpárversenyt. A visszafogott Dougot megfélemlíti nyugdíjas apósa, akinek kisvárosi gyógyszertárát átvette.
Elizabeth (Olivia Wilde), egy unatkozó trófeafeleség, vényköteles drogfogyasztó és Doug egyik legjobb ügyfele. Elcsábítja a boldogtalan Dougot, és viszonyba kezdenek, amelynek során mindketten Doug üzleteit használják fel a kábítószerrel való visszaélésre. Doug életét a kémia változtatja meg. Elcsábítja a boldogtalan Dougot, és viszonyba kezdenek, amelynek során mindketten Doug üzleteit használják fel a kábítószerrel való visszaélésre. Elizabeth ráveszi Dougot, hogy a szívgyógyszer adagolásának manipulálásával gyilkolja meg a férjét, Jacket (Ray Liotta), hogy együtt elmenekülhessenek. A terv kudarcba fullad, amikor a szállítófiú ellopja a gyógyszert és túladagolja. Doug rájön, hogy nem hagyhatja magára a fiát, akinek szüksége van rá, és egyenesbe jön. Elizabeth elhagyja Jacket és a tengerentúlra utazik.

## Szereplők
| Karakter                   | Színész           | Szinkronhang  |
| -------------------------- | ----------------- | ------------- |
| Doug Varney                | Sam Rockwell      | Rajkai Zoltán |
| Elizabeth Roberts          | Olivia Wilde      | Pikali Gerda  |
| Kara Varney                | Michelle Monaghan | Horváth Lili  |
| Jane Fonda                 | Jane Fonda        | Andresz Kati  |
| Jack Roberts               | Ray Liotta        | Forgács Péter |
| Andrew Carp ügynök         | Norbert Leo Butz  | Anger Zsolt   |
| Noah                       | Ben Schwartz      | Pál András    |
| Walter Bishop              | Ken Howard        | Papp János    |
| Janet                      | Jenn Harris       |               |
| Ethan Varney               | Harrison Holzer   | Bogdán Gergő  |
| Dr. Roth                   | Peter Jacobson    | Takátsy Péter |
| Song-Carmichael igazgatónő | Sonnie Brown      | Kiss Eszter   |
| Willits biztos             | Ron Heneghan      | Kardos Róbert |
| Csapos                     | Doug Roberts      | Kajtár Róbert |

## Gyártás
2010. február 25-én a The Hollywood Reporter arról számolt be, hogy Posamentier és Moore együtt fognak dolgozni, és filmet készítenek. 2014. január 7-én a Samuel Goldwyn Films megvásárolta a film összes amerikai forgalmazási jogát a 2014 tavaszi bemutatóra.
A film forgatása 2012 májusában kezdődött a marylandi Annapolisban. A forgatás időtartama öt hét volt, és különböző helyszíneken zajlott, többek között Baltimore-ban, Anne Arundel County-ban és Eastern Shore of Marylandben (Maryland keleti partján). 2012. május 10-én a forgatócsoport a Maryland State House-ban forgatott.

## Fogadtatás
A Rotten Tomatoes-on 26 kritikus értékelése alapján a film 22%-os minősítést kapott.